# Reinier Honig
Reinier Honig (Heemskerk, 28 ottobre 1983) è un ciclista su strada e pistard olandese che gareggia per il team TWC Tempo - Hoppenbrouwers-Viro. Attivo in formazioni UCI dal 2002 al 2017 e di nuovo dal 2021, ha vinto il Circuito de Getxo 2008.

## Palmarès

### Strada
- 2000 (Juniores)

Campionati olandesi, Prova in linea Juniores
- 2001 (Juniores)

Campionati olandesi, Prova in linea Juniores
- 2003 (Cycling Team Bert Story-Piels)

Grand Prix Claude Criquielion
3ª tappa Tour de Gironde (Bordeaux > Pauillac)
- 2004 (Cycling Team Bert Story-Piels)

Classic 2000
- 2007 (Fondas-P3 Transfer, una vittoria)

Dorpenomloop Rucphen
- 2008 (P3 Transfer-Batavus, una vittoria)

Circuito de Getxo
- 2019 (Team ProCyclingStats.com, una vittoria)

2ª tappa Vuelta Ciclista a Costa Rica (Liberia > Esparza)

### Pista
- 2005

Campionati olandesi, Mezzofondo
- 2006

Campionati olandesi, Mezzofondo
- 2007

Campionati olandesi, Mezzofondo
- 2008

Campionati olandesi, Mezzofondo
- 2017

Campionati olandesi, Mezzofondo
- 2018

Campionati olandesi, Mezzofondo
Campionati olandesi, Derny
- 2019

Campionati olandesi, Classifica generale
Campionati europei, Mezzofondo
- 2020

Campionati olandesi, Mezzofondo
- 2022

Campionati olandesi, Mezzofondo
- 2023

Campionati olandesi, Derny
Campionati europei, Mezzofondo
- 2024

Campionati olandesi, Mezzofondo

## Piazzamenti

### Classiche monumento
- Parigi-Roubaix

2010: ritirato
- Liegi-Bastogne-Liegi

2009: ritirato
2010: 131º
2011: ritirato
2012: ritirato
2013: ritirato
2015: ritirato
2016: 130º
- Giro di Lombardia

2009: 105º

### Competizioni europee
- Campionati europei su pista

Olanda 2007 - Mezzofondo: 8º
Olanda 2008 - Mezzofondo: 2º
Germania 2017 - Mezzofondo: 2º
Germania 2018 - Mezzofondo: 2º
Italia 2023 - Mezzofondo: vincitore
- Campionati europei gravel

Belgio 2023 - Elite: 55º